# Carlos Ramírez Yepes
Carlos Alberto Ramírez Yepes (Medellín, 12 de marzo de 1994), es un bicicrosista de BMX y doble medallista olímpico. 

## Biografía
Carlos se inició en el ciclismo desde muy pequeño por iniciativa de sus padres. Al pasar los años, practicó varias disciplinas como el baloncesto y la natación hasta encontrar su deporte: el BMX. Comenzó en los semilleros de este deporte en la ciudad de Medellín, el mismo día que cumplió los 5 años de edad.
En el mundo de las dos ruedas se le conoce con el apodo de "El Pequeño Mago", por su agilidad y habilidad en la bicicleta.

## Participación en olímpicos
Primer latinoamericano bicicrosista masculino de BMX, en lograr dos medallas olímpicas de bronce.
Juegos Olímpicos de Río de Janeiro 2016,  en un emocionante photo finish después de salir en la última posición en el partidor, logró ganar posiciones aprovechando muy bien las curvas cerradas y conseguir así el podio final.
Luego sería en Tokio 2020 (31 de julio de 2021), con unas preliminares bastante emotivas y peligrosas, gracias a la lluvia que puso la pista bastante lisa, pero eso no fue un impedimento para el "pequeño mago". Superó cada una de las clasificaciones durante dos días y luego de una frenética final, pudo conseguir su segunda medalla olímpica de bronce.

## Su primer Campeonato Mundial de BMX (Brasil 2002)
Han pasado casi 20 años del primer Campeonato Mundial de Ciclismo BMX ganado por Carlos Ramírez, en Paulina, Brasil. Para ese entonces, "El Pequeño Mago" contaba con tan solo 8 años de edad y sorprendía al mundo del BMX con sus nervios de acero, los cuales lo llevarían en ese mes de julio de 2002 a coronarse como Campeón Mundial Juvenil UCI de BMX en Brasil.

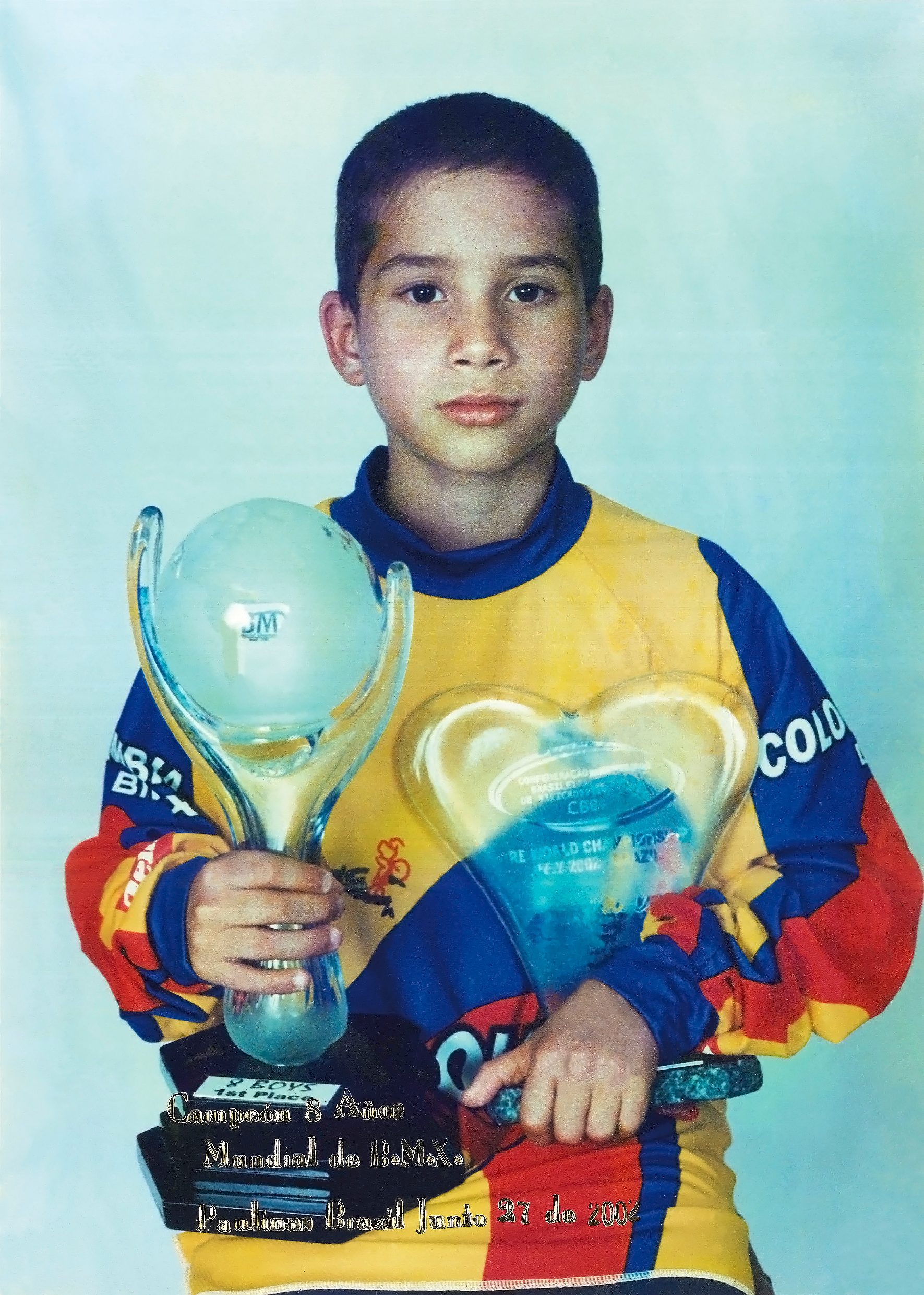
no

## Su segundo Campeonato Mundial de BMX (Reino Unido 2012)
En el 2012 asiste a su primer Campeonato Mundial de Ciclismo BMX en la categoría júnior varones y se corona Campeón Mundial en Birmingham (Reino Unido). En ese mismo campeonato obtiene el segundo puesto en la modalidad de contrarreloj júnior varones. Carlos hace parte de la nueva generación del BMX nacional, con la nueva presea dorada en el torneo BMX más importante del mundo.

## Mejores participaciones en Mundiales de BMX
| AÑO  | PAÍS           | CIUDAD           | POSICIÓN                                      |
| ---- | -------------- | ---------------- | --------------------------------------------- |
| 2019 | Bélgica        | Zolder           | Caída en semifinales                          |
| 2018 | Azerbaiyán     | Bakú             | Caída en semifinales                          |
| 2017 | Estados Unidos | Rock Hill        | Cuartos de final                              |
| 2016 | Colombia       | Medellín         | 8°                                            |
| 2015 | Bélgica        | Zolder           | Cuartos de final                              |
| 2014 | Países Bajos   | Róterdam         | 4°                                            |
| 2013 | Nueva Zelanda  | Auckland         | Caída en cuarto de final                      |
| 2012 | Inglaterra     | Birmingham       | Campeón Mundial Junior 2° Contrarreloj Junior |
| 2011 | Dinamarca      | Copenhague       | 4°                                            |
| 2010 | Sudáfrica      | Pietermaritzburg | Subcampeón                                    |
| 2009 | Australia      | Adelaida         | 3°                                            |
| 2008 | China          | Taiyuan          | 7°                                            |
| 2007 | Canadá         | Victoria         | 5°                                            |
| 2006 | Brasil         | São Paulo        | 3°                                            |
| 2005 | Francia        | París            | 5°                                            |
| 2004 | Países Bajos   | Valkenswaard     | 8°                                            |
| 2003 | Australia      | Perth            | Subcampeón                                    |
| 2002 | Brasil         | Paulina          | Campeón Mundial Juvenil (Con 8 años de edad)  |

## Mejores participaciones en Copas Mundo de BMX
Grupo de carreras en la categoría Élite, que le permite a los deportistas mantener actividad y competencia durante los ciclos olímpicos.
| AÑO  | PAÍS           | CIUDAD              | PUESTO                 |
| ---- | -------------- | ------------------- | ---------------------- |
| 2021 | Colombia       | Bogotá              | Subcampeón             |
| 2020 | Estados Unidos | Houston             | Cancelada por Covid-19 |
| 2020 | Australia      | Shepparton          | Subcampeón             |
| 2020 | Australia      | Barthurs            | 4°                     |
| 2017 | Argentina      | Santiago del Estero | Subcampeón             |
| 2016 | Países Bajos   | Papendal            | 3°                     |
| 2013 | Estados Unidos | Chula Vista         | 3°                     |
| 2012 | Países Bajos   | Papendal            | 4° (corredor junior)   |

## Ranking histórico individual UCI BMX
Es la sumatoria de todas las carreras que se corren en el año avaladas por la UCI y de acuerdo a estos puntos serán entregados los cupos de participación para el mundial del año siguiente.
| Año  | Ranking |
| ---- | ------- |
| 2020 | 3°      |
| 2019 | 14°     |
| 2018 | 4°      |
| 2017 | 10°     |
| 2016 | 2°      |
| 2015 | 34°     |
| 2014 | 18°     |
| 2013 | 31°     |
| 2012 | 1°      |
| 2011 | 8°      |

## Reconocimientos más recientes
La Alcaldía de Bogotá modificó el nombre de su pista de BMX del Parque El Salitre, la mejor de Colombia, a llamarse: Pista de BMX Carlos Ramírez.
Moción de Honor y condecoración República de Colombia

## Nueva bicicleta para Tokio 2020
(14 de julio de 2021) GW Bicycles, la marca que patrocina las bicicletas que usa "El Pequeño Mago" y el equipo Colombiano de BMX, ha diseñado el llamado "MARCO G1+" en conjunto con los deportistas olímpicos. Más información en el Instagram de GW Bicycles

## Resumen palmarés en BMX
Los títulos oficiales del deportista son:

### Juegos Olímpicos
- Juegos Olímpicos de Río de Janeiro 2016
  -  Ciclismo BMX masculino
- Juegos Olímpicos de Tokio 2020
  -  Ciclismo BMX masculino

### Campeonatos Mundiales
- Campeonato Mundial de Ciclismo BMX de 2012
  -  Campeón mundial Junior masculino
  -  Contrarreloj Junior masculino

### Copas Mundo
- Copa Mundo Bogotá, Colombia 2021
  -  Individual masculino

- Copa Mundo Shepparton, Australia 2020
  -  Individual masculino

### Juegos Suramericanos
- Juegos Suramericanos de 2018
  -  Individual masculino

### Juegos Bolivarianos
- Juegos Bolivarianos de 2017
  -  Individual masculino
  -  Contrarreloj masculino

### Campeonatos en Colombia
- Campeonato nacional en Ciclismo BMX de 2016
  -   Individual masculino
  -  Individual masculino